# Wirbelwind
Flakpanzer IV "Wirbelwind" ("Whirlwind" trong tiếng Anh) là tên một loại tăng phòng không được lắp trên khung tăng Panzer IV. Nó được thiết kế vào năm 1944 và là tiền thân của tăng phòng không Möbelwagen. 

## Sự ra đời
Trong những năm đầu cuộc chiến, Wehrmacht rất ít quan tâm đến việc chế tạo và phát triển dòng tăng phòng không, nhưng Đồng Minh lại xem thứ phương tiện này là một công cụ hỗ trợ rất đắc lực và linh động. Wehrmacht chỉ nhận ra điều này khi bờ biển Normandy đã rơi vào tay Đồng Minh, phần lớn là do lượng máy bay phe Đồng Minh áp đảo, đánh chiếm hết khu vực sang khu vực khác. Bấy giờ, pháo phòng không Flak 88mm đã trở nên bất lực trước số lượng máy bay đông đảo và có tốc độ di chuyển nhanh như vậy. Phải cần có một phương tiện hữu dụng vừa bắn trên không vừa có thể tự phòng vệ mà lại có tốc độ di chuyển nhanh. Ngay lập tức, Wirbelwind được đưa vào dự án chế tạo. 

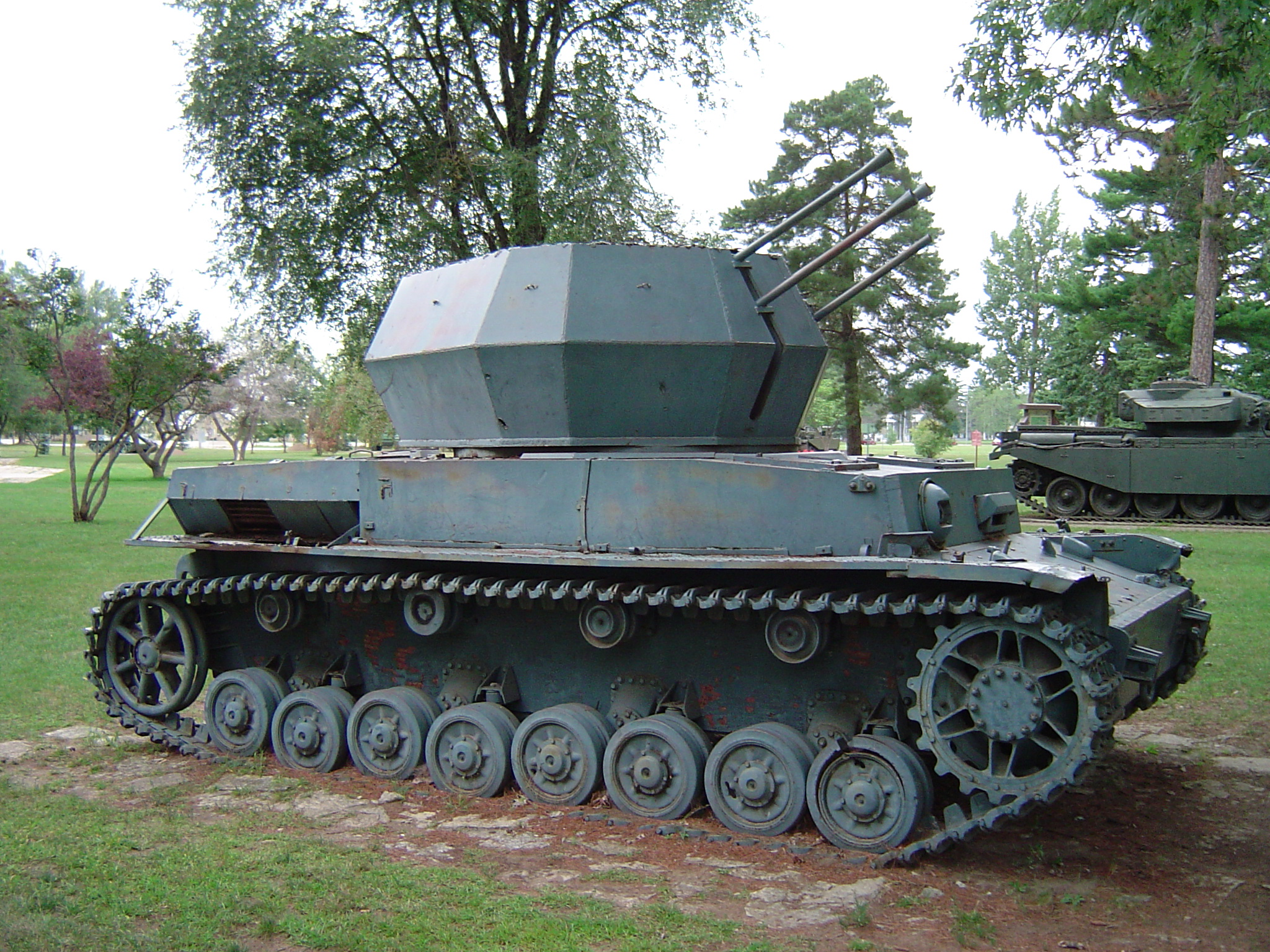
Wirbelwind nhìn gần

## Phát triển
Wirbelwind được thiết kế dựa trên khung tăng Panzer-IV. Toàn bộ phần trên bị lược bỏ, thay vào đó là một tháp pháo hở đầu có lắp 4 khẩu đại liên phòng không 2 cm Flakvierling 38 L/112. Một số phiên bản thiết kế tháp pháo kín đã được thử nghiệm và cho kết quả không được khả quan mấy. Để kín thì lượng khói từ nòng toả ra khi bắn sẽ dễ gây ngạt cho kíp lái và gây hỏng hóc cho động cơ.
Bốn khẩu tiểu liên của Wirbelwind đều sử dụng loại đạn 3.7 cm nhưng về sau chúng được thay thế bằng loại đạn 4.8 cm.
Không những gây nguy hiểm cho những máy bay tầm gần, Wirbelwind còn là nỗi đáng sợ của bộ binh.

## Số lượng sản xuất
Có thể 87 hoặc 105 chiếc Wirbelwind đã được sản xuất nhưng theo một số tài liệu của Đức Quốc xã thì con số này lại không chính xác. Số lượng Wirbelwind được sản xuất đến giờ vẫn còn là một bí ẩn. 

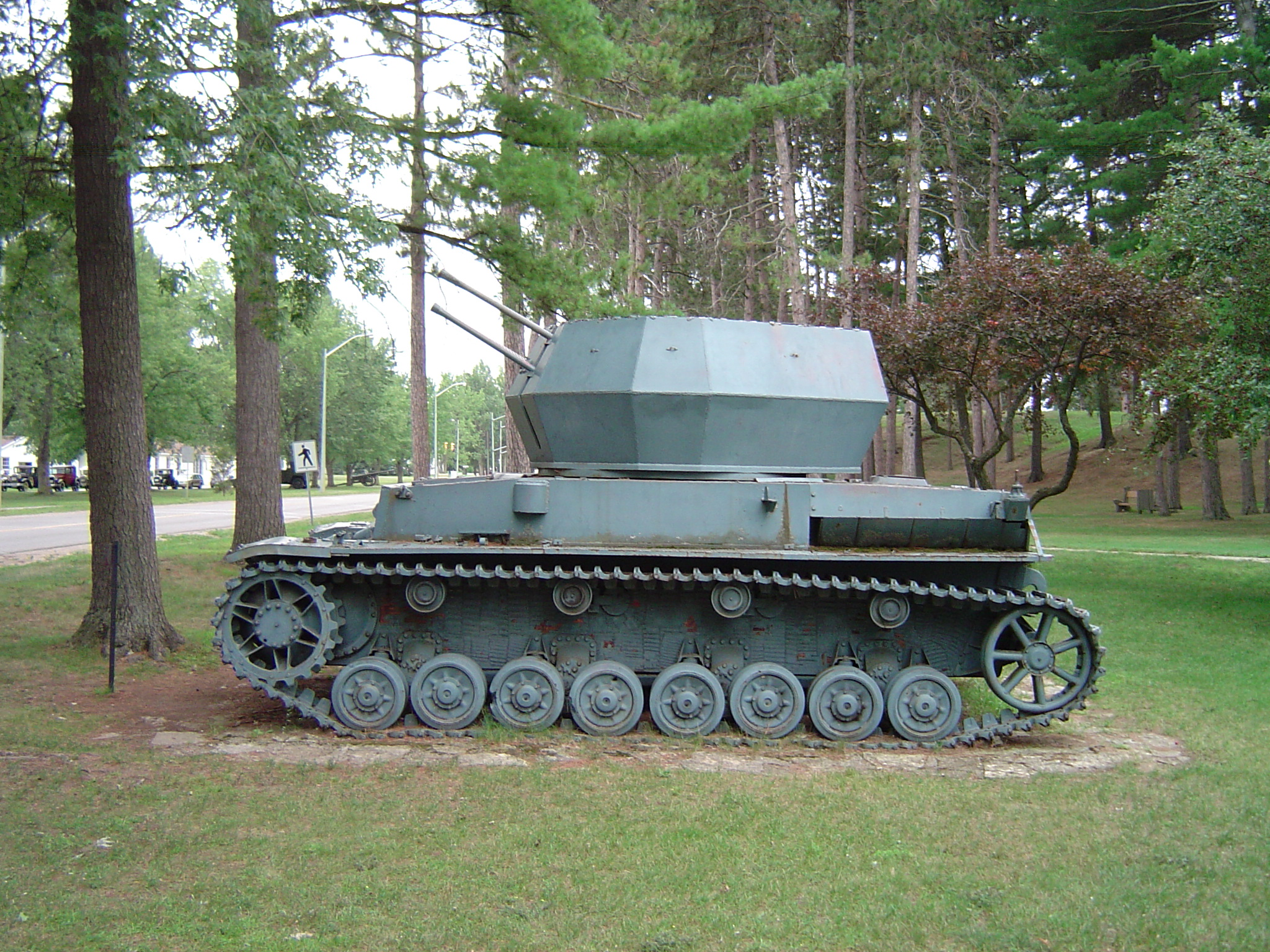
Wirbelwind tại bảo tàng CFB Borden